# クラメルカガリ
『クラメルカガリ』は、2024年4月12日公開の日本の長編アニメーション映画。上映時間62分。
炭鉱の町で地図屋を営む少女が町を揺るがす大きな陰謀に巻き込まれていく。

## 概要
2021年に『クラユカバ』第2回クラウドファンディングのリターンとして成田良悟が執筆した同名のスピンオフ短編小説が原案。2023年12月に同作品と同日公開が発表された。
公開に先立ち、2024年3月の第2回新潟国際アニメーション映画祭でオープニングとして上映された。
『クラユカバ』同様監督の塚原重義が過去に制作した自主制作アニメ「甲鉄傳紀シリーズ」と同一の世界観であり、過去作品で描かれた事件が劇中でも触れられている。

## あらすじ
泰平砿業・日ノ出炭砿は通称「箱庭」と呼ばれていた。零細採掘業者がひしめくこの町で生まれ育った少女カガリは、刻々と変化していく町の様子を絵地図に書き留める地図屋を生業としていた。
一方幼馴染の少年ユウヤも同じく地図屋を生業としていたが、彼は「箱庭」からの脱却を夢見ていた。
しかしある日を境に「箱庭」の各地で不可解な陥没事故が相次ぎ、カガリはそれ以来ユウヤの姿を見なくなった。
ユウヤの行方を追って炭砿を探索するカガリは、炭砿の奥で町を揺るがす巨大な陰謀を目撃する。

## キャスト
※全て声の出演。
- カガリ：佐倉綾音
- ユウヤ：榊原優希
- 伊勢屋：大塚剛央
- 栄和島：細谷佳正
- シイナ：森なな子
- 飴屋：悠木碧
- 朽縄：寺田農[注釈 1]
- ササラ：川井田夏海

## スタッフ
- 原作・脚本・監督：塚原重義
- シナリオ原案：成田良悟
- キャラクター原案：七原しえ、皆川一徳、キツネイロ
- 特技監督：maxcaffy
- 操画監督：アカツキチョータ
- 美術設定：ぽち
- 美術監督：大貫賢太郎
- 音響監督：前田茜
- 音響効果：中野勝博
- 音響制作：東北新社
- 音楽：アカツキチョータ
- プロダクションプロデュース：EOTA
- アニメーション制作：チームOneOne
- 配給：東京テアトル、ツインエンジン
- 製作：クラガリ映畫協會

## 音楽

### 主題歌
「僕らの箱庭」
作詞・作曲：大石昌良 / 歌：オーイシマサヨシ

### 挿入歌
「浮名ざんげ」
作詞・作曲：佐々木俊一 / 歌：小唄勝太郎

## 漫画
『月刊コミックガーデン』（マッグガーデン）2024年5月号から2025年5月号までコミカライズが連載。MAGCOMI（同社）でも掲載された。
- 原作・監修：塚原重義、シナリオ原案・監修：成田良悟、漫画：彩naTsu 『クラメルカガリ』 マッグガーデン〈BLADEコミックス〉、全2巻
  1. 2024年12月10日発売[6]、ISBN 978-4-8000-1528-0
  2. 2025年7月10日発売[7]、ISBN 978-4-8000-1614-0